# Kreuzkirche Kirchdorf

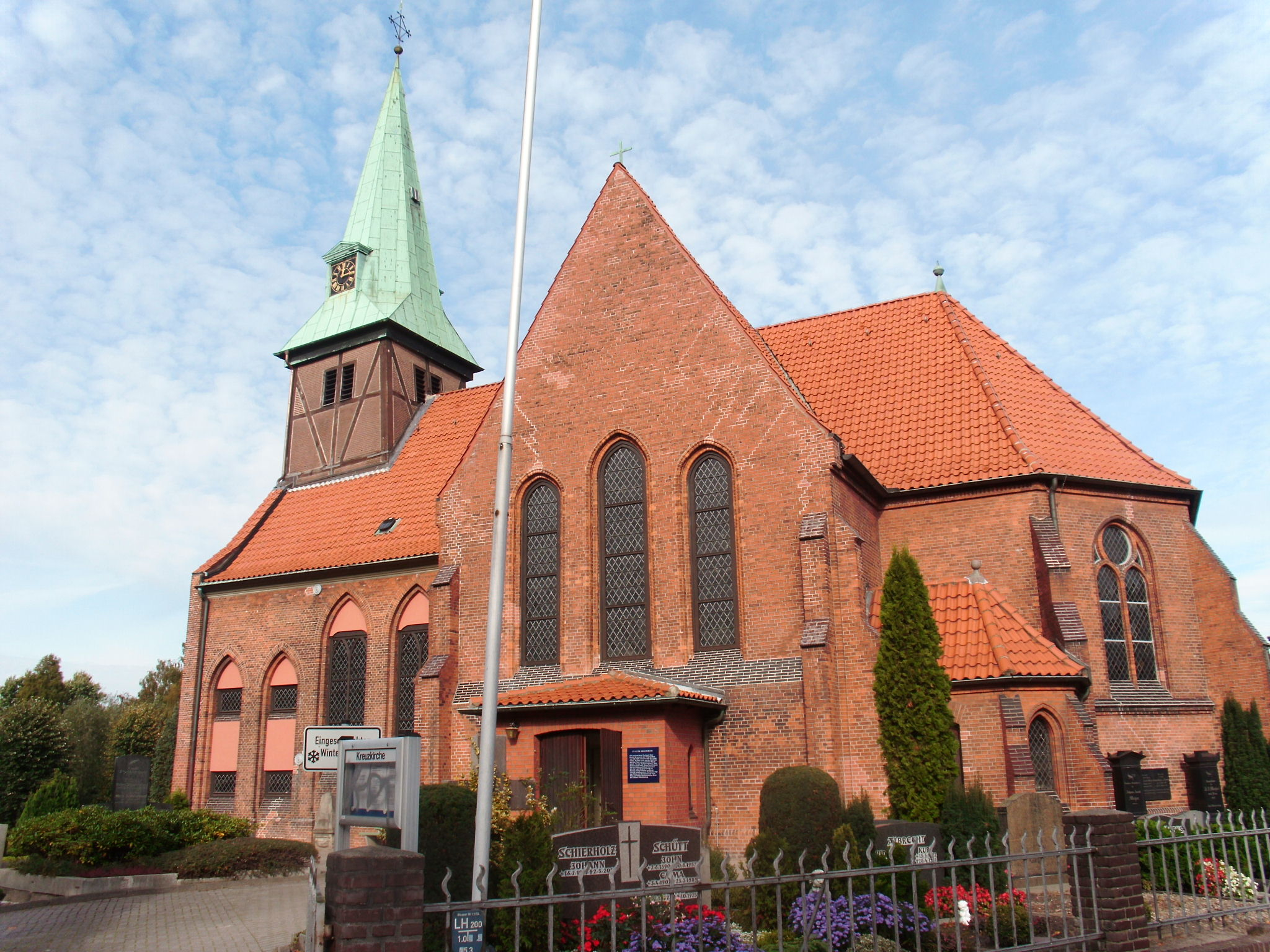
Kreuzkirche Kirchdorf

Die Kreuzkirche Kirchdorf in Hamburg-Wilhelmsburg ist eine Kirche der evangelisch-lutherischen Kirchengemeinde Kirchdorf.

## Geschichte
Die Kreuzkirche wurde als Ableger des Kirchspiels Ochsenwerder gegründet und 1388 geweiht. 1389 wurde die Kirche durch den Bischof von Verden geweiht. Damit ist sie die älteste Kirche der Elbinsel Wilhelmsburg; nach der Reformation wurde die Kirche an die evangelische Kirche übergeben. Bis 1895 war sie dort auch die einzige Kirche. Ihre heutige Form und Ausstattung stammt überwiegend aus dem 17. Jahrhundert, genauer aus den Jahren 1614 bis 1617, als die verfallene Kirche neugebaut wurde.
1893/94 wurde die Kreuzkirche umgebaut, dabei wurde der Kreuzgrundriss hergestellt. Im Zweiten Weltkrieg erlitt die Kirche Bombenschäden, die 1955 beseitigt wurden. Dabei wurde der Altar der zerstörten Dreifaltigkeitskirche Harburg in die Kreuzkirche eingebaut. Bei der Großen Flut 1962 war die Kirche Zufluchtsstätte für die Wilhelmsburger Bevölkerung. 1976/77 wurde die Kirche restauriert, dabei wurde eine Grabkammer freigelegt.
Die Kirchengemeinde Kirchdorf entstand 2002 durch die Fusion der beiden Kirchengemeinden Kreuzkirche und St. Raphael.

## Architektur und Ausstattung
Die Kreuzkirche hat eine Backsteinfassade und besitzt einen Kreuzgrundriss. Sie verfügt über eine Reihe historischer Einrichtungsgegenstände, darunter das Gestühl mit den Bildern der Propheten, den Fürstenstuhl, die Furtwängler-Orgel von 1870 und der Taufstein aus dem Jahr 1655.